# 10588 Adamcrandall
10588 Adamcrandall este un asteroid din centura principală de asteroizi.

## Descriere
10588 Adamcrandall este un asteroid din centura principală de asteroizi. A fost descoperit pe 18 iulie 1996 la Prescott de Paul G. Comba. Asteroidul prezintă o orbită caracterizată de o semiaxă mare de 2,41 ua, o excentricitate de 0,05 și o înclinație de 2,6° în raport cu ecliptica.